# Prozessfinanzierung im österreichischen Mietrecht
Die Prozessfinanzierung im österreichischen Mietrecht ist eine in Wien 2013 entstandene Branche. Das Geschäftsmodell der Prozessfinanzierer beruht darauf, Mietsenkungen in Wiener Altbauwohnungen zu erreichen, welche dem sogenannten Richtwert-Mietzins unterliegen. Der Prozessfinanzierer organisiert und finanziert das Verfahren und erhält eine Erfolgsprovision auf den für den Mieter erwirkten finanziellen Vorteil.

## Hintergrund
Die gesetzlich erlaubte Maximalmiete einer Wiener Altbauwohnung ist durch das österreichische Mietrechtsgesetz (MRG) §16 (Vereinbarungen über die Höhe des Hauptmietzinses) reglementiert. Je nach Größe, Art, Beschaffenheit, Lage, Ausstattungs- und Erhaltungszustand der Altbauwohnung ergibt sich ein Höchstmietzins, der von den Unternehmen ermittelt wird. Anschließend wird den Mietern eine Prozessfinanzierung angeboten und durch externe Juristen, Verfahren vor der Schlichtungsstelle und, falls erforderlich, nachfolgendem Gerichtsverfahren eine Rückzahlung der zu viel bezahlten Miete organisiert.
Ursprünglich in den 1990er Jahren in den USA entstanden, ist die  Prozessfinanzierung durch einige private Unternehmen wie auch in Wien angekommen. Mittlerweile gibt es eine Handvoll derartiger Unternehmen, wie unter anderen Mietheld, MieteRunter, Mietfuchs und FaireMiete.at, die sich am Markt etablieren wollen oder schon haben; die Anzahl von Neugründungen steigt stetig an.

## Ablauf
Über ein Webformular können Mieter grundlegende Daten ihrer Altbauwohnungen eintragen, die in einem weiteren Schritt hinsichtlich der Anwendbarkeit des österreichischen Mietrechts geprüft werden. Im Zuge der Überprüfung wird üblicherweise die entsprechende Altbauwohnungen von Sachverständigen besichtigt und die angegebenen Daten verifiziert. Anschließend ermitteln die Unternehmen den Richtwert-Mietzins und prüfen, ob der Rechtsweg erfolgversprechend ist. Bei einem positiven Prüfungsergebnis werden Juristen, Behörden oder Vereine mit der Einleitung des Verfahrens beauftragt, mit dem Ziel die Rückerstattung der bereits zu viel bezahlten Miete zu erreichen. Im Gegenzug veranschlagen die Dienstleister eine Erfolgsprovision (üblicherweise ca. 25 Prozent) auf den erwirkten finanziellen Vorteil des Mieters. Falls ein Prozess, dessen Kosten vom Prozessfinanzierer vollständig übernommen werden, zu Ungunsten des Mieters ausgeht, bleibt der Aufwand der Unternehmen also unentschädigt und für den Mieter kostenfrei. Abhängig davon, ob der Prozessfinanzierer den Weg über eine kompromissbereite Verhandlung mit dem Vermieter, einen Antrag bei der staatlichen Schlichtungsstelle oder einer direkten Klageeinreichung beim Bezirksgericht wählt, dauert es im Schnitt mehrere Monate, bis ein Verfahren zu einem Ergebnis geführt wird. Im Falle einer Gerichtsverhandlung gehen 98 Prozent der Fälle zu Gunsten des Mieters aus. Die durchschnittliche Rückforderung im Erfolgsfall beträgt im österreichischen Markt rund € 7450.

## Unterschiedliche Sichtweisen
Die Meinungen zu den Prozessfinanzierern sind gespalten, da vor allem Vermieter darin eine Bedrohung ihrer Geschäftstätigkeit sehen. Häufig wird kritisiert, dass ein bereits abgeschlossener Mietvertrag nachträglich für ungültig erklärt oder geändert werden kann. Vom Nachrichtenmagazin profil wurde in einem Artikel im September 2015 bemängelt, dass die Unternehmen aufgrund der Neuartigkeit der Branche weder staatlich reguliert noch kontrolliert werden:

„Einen Befähigungsnachweis braucht es für die Karriere als Prozessfinanzierer nicht. Jedem steht sie offen, sofern er eine ansprechende Website gestalten kann und über juristisches und kaufmännisches Wissen verfügt. Zudem unterstehen die Prozessfinanzierer keinerlei staatlichen Kontrolle.“

Georg Niedermühlbichler, der Präsident der Mietervereinigung Österreichs (MVÖ), ein Mieterschutzverein, der einen Service wie die Prozessfinanzierer verspricht, hält die Erfolgsprovisionen der gewerblichen Anbieter für zu hoch, da ein Großteil der Fälle schon vor der Schlichtungsstelle ohne ein Gerichtsverfahren entschieden würden. Man arbeite natürlich profitorientiert, so Christian Pultar, Geschäftsführer von MieteRunter. Julius Richter, Mitgründer von Mietheld formulierte es in einer Aussendung seines Unternehmens im September 2015 wie folgt:

„Unser Service ist grundsätzlich kostenlos; nur im Erfolgsfall wird eine Provision von 25 Prozent fällig, um entstandene Kosten zu decken. Primär geht es uns darum, mehr Gerechtigkeit in die Wiener Immobillienlandschaft zu bringen und Wohnen leistbarer zu machen. Für die, die gar keine Wohnung haben, spenden wir pro abgeschlossenen Fall 10 Euro an die Wiener Obdachloseneinrichtung 'die Gruft.'“

Der zweite Mitgründer von Mietheld, Richard Eibl, kritisierte ergänzend in der Unternehmensaussendung das Vertretungsmodell der Mieterschutzvereine:

„Das Problem bei den Vereinen ist, dass bei einem Gerichtsverfahren die Prozesskosten oft nicht übernommen werden und im Falle einer Niederlage vom Mieter selber bezahlt werden müssen. Hinzu kommt, dass Hilfesuchende anfangs dazu verpflichtet sind, Geld vorzuschießen und Mitgliedsbeiträge zu bezahlen.“